# Chuck Berghofer
Charles Curtis "Chuck" Berghofer (Denver, Colorado, 14 de junio de 1937) es un contrabajista estadounidense conocido por sus trabajos como músico de sesión así como para la industria cinematográfica.

## Inicios
Nacido en el seno de una familia ligada al mundo de la música, su abuelo tocó con John Philip Sousa y su tío tocó la tuba en la Orquesa Sinfónica de Saint Louis, Berghofer mostró pronto interés por la música. Aprendió desde los ocho años a tocar la trompeta y la tuba y con dieciocho años comenzó a interesrse por el contrabajo. Durante esta época comenzó a frecuentar los clubes de jazz y sintió admiración por el bajista Ralph Peña que lo admitió como alumno.
Según Berghofer, siempre sintió que su música estaba muy influenciada por Leroy Vinnegar, Paul Chambers y Ray Brown. También sintió admiración por el trabajo de Scott LaFaro y admitió al periodista Gordon Jack que "el mejor solista de contrabajo es Red Mitchell ... me encanta escuchar sus solos."

## Carrera profesional
Tras dos años aprendiendo a tocar el bajo, Berghofer se unió a una orquesta liderada por Skinnay Ennis para realizar una gira por el Medio Oeste de los Estados Unidos. Posteriormente se unió a Bobby Troup.  A medida que avanzaba su carrera, eventualmente reemplazó a su antiguo tutor, Peña, en el dúo con Pete Jolly que más tarde se convertiría en trío con la incorporación del batería Nick Martinis. En la década de los 60 se unió a la banda de Shelly Manne, asumiendo el cargo de bajista en el club nocturno de Manne, donde tuvo la oportunidad de tocar junto a numerosos artistas de jazz como Jack Sheldon, Conte Candoli, Frank Rosolino, Rahsaan Roland Kirk y Philly Joe Jones.
Formó parte de la Abnuceals Emuukha Electric Symphony Orchestra alrededor de 1967, quienes grabaron la parte orquestal del álbum de Frank Zappa, Lumpy Gravy.
Berghofer formó su propia banda en Los Angeles junto al pianista Frank Strazzeri y el batería Nick Ceroli y fue grabado tocando junto a Roger Kellaway y Larry Bunker como acompañamiento de Zoot Sims. Entre otros, la banda de Berghofer coloaboró con Ray Charles, Bob Cooper, Ella Fitzgerald, Stan Getz, Peggy Lee, Shelly Manne, Gerry Mulligan, Art Pepper, Frank Rosolino, Seth MacFarlane y Frank Sinatra.
Establecido en Arcadia, California, Berghofer grabó con Nancy Sinatra el tema "These Boots Are Made For Walkin". Formó parte del grupo de músicos de sesión conocido como The Wrecking Crew, trabajando con Glen Campbell, Frank Sinatra o con Barbra Streisand, con la que grabó la música para Funny Lady. En total, tuvo más de 400 apariciones en películas por lo que a mediados de la década de los 80 fue reconocido por la National Academy of Recording Arts and Sciences. En esta época grabó con Mel Tormé y de nuevo con Sinatra en el álbum Duets. Entre las películas en las que intervino se encuentran Rocky I & II, On Golden Pond, Matrix, Majestic, Bird y True Crime. También intervino en la sintonía de los programas de televisión Charlie’s Angels, The Carol Burnett Show, The Simpsons y Star Trek Enterprise.

## Discografía
Con Irene Kral
- Wonderful Life (Mainstream, 1965)

Con Peggy Lee
- In the Name of Love (Capitol, 1964)

Con Shelly Manne
- Live! Shelly Manne & His Men at the Manne-Hole (Contemporary, 1961)
- Shelly Manne & His Men Play Checkmate (Contemporary, 1961)

Con Carmen McRae
- Can't Hide Love (Blue Note, 1976)

Con Ruth Price y Shelly Manne
- Ruth Price with Shelly Manne & His Men at the Manne-Hole (Contemporary, 1961)

Con Zoot Sims
- Quietly There: Zoot Sims Plays Johnny Mandel (Pablo, 1984)